# 猴王大戰七超人
《猴王大戰七超人》（原題：หนุมาน พบ 7 ยอดมนุษย์＝Hanuman pob Jed Yodmanud），為1974年日本圓谷製作與泰國萬歲製片公司（Chaiyo Productions Co. Ltd.）合作拍攝的超人力霸王系列電影。但在萬歲公司聲稱擁有本片的著作權，且圓谷並未否定之後，目前並無人主張本片為「合拍」作品。
本片於1974年11月30日於泰國首映，1979年3月17日（東京地方為4月28日）於日本的松竹西片院線上映經剪輯後的日語配音版（因此片長與泰國版有異）；不過以上兩版本均有在台灣以中文配音方式上映過，最初的泰國原版是在1975年（民國64年）6月27日至7月3日期間首映，日本版本則是於1985年（民國74年）1月25日至2月1日期間以《星際飛龍》之名再映，並發行出租錄影帶，此外亦另有將日本上映版加上中文配音，片名為《奇幻超人大戰怪獸》的出租錄影帶版本。香港亦於1975年2月26日首映，譯名為《飛天超人》。
另外，泰國方面更曾在2001年替換片中配樂並重新配音之後再度重映。

## 概要
片名中所謂的「七超人」，實際上是以「超人之母＋超人力霸王六兄弟」共七人來計算的。雖然本片歸於超人力霸王系列中，但故事的主角卻可說是哈努曼，超人兄弟的戰鬥也僅在片末登場。片中包括巨大化的哈努曼在追擊佛像盜賊，並聲稱「不珍惜佛像的傢伙都該死！」後將盜賊抓住於掌中捏死，哈努曼還前往因過於逼近造成水源不足問題的太陽，與太陽精靈談判使其遠離，以及超人兄弟與哈努曼還以「將怪獸剝皮」、「集體圍毆一隻怪獸」等殘酷方式擊倒怪獸，哈努曼以身體呈「卍」字姿態飛行等橋段，都加入了泰國當地的風土文化為素材。

## 劇情大綱
在久旱不雨的泰國，有一群孩子正在跳舞祈雨。此時其中一名少年何將，發現有人企圖偷走寺廟裡的佛像並前去阻止，卻不幸遭到盜賊殺害。對何將英勇行為所感動的超人之母將他救往光之國，讓他以印度史詩《羅摩耶那》中登場的神猿哈努曼之身復活，解除泰國的乾旱危機，並與佐菲等六名超人兄弟，共同對抗於泰國出現的怪獸軍團。

## 製作群
- 企画・製作：円谷皐
- 製作人：Sompote Thianthong、伊藤久夫
- 導演：東條昭平
- 編劇：若槻文三、淡豊明、Sompote Thianthong
- 音樂（日本上映版）：冬木透（円谷音楽出版・担当／玉川静）

本片的日本上映版本，在配樂方面統一採用了冬木透為《超人七號》所製作的樂曲，但泰國原版則另外還使用了《超異象之謎》、《超人力霸王》、《超人力霸王衛司》與《超人力霸王太郎》的配樂。
- 攝影：町田敏行
- 美術：天沢哲三
- 剪輯：柳川義博
- 燈光：佐山五郎
- 助理導演：中島俊彦
- 特殊技術：佐川和夫
- 選曲：水谷忠信
- 輔佐製作人：福井顕
- 製作主任：川田秀雄
- 錄音：
- 沖片：東京現像所

特攝工作人員
- 攝影：佐藤貞夫
- 燈光：鎌田靖男
- 美術：島崎堯司
- 視覺効果：中野稔
- 操演：平鍋功
- 助理導演：関武己
- 製作主任：大橋和男

## 登場角色與演員
括號內為日本版配音。
- 何將[3]：Ko Kaeoduendee（佐久間あい）

跳祈雨舞的泰國少年。個性勇敢，且非常珍惜佛像。雖然被盜賊所殺，但由超人之母以白猿哈努曼之身復活。在片末與哈努曼分離，而何將的生命仍得以延續。但在日本上映版中，則將此段畫面剪除。
- 阿南：Anan Pricha（白川澄子）

何將的朋友，因久旱的日曬而病倒，不過在何將找到了奇蹟之花後得以痊癒。
- 維魯特博士：Yodchay Meksuwan（仲木隆司）

為解除泰國旱象而開發出人造雨火箭的科學家。但太過相信科學，以致火箭發射失敗，燃料槽還遭到怪獸炸毀後陷入瘋狂。此角色在片中原本應該已經死亡，直到《哈努曼與假面五騎士》中，他的精神病完全恢復，並協助哈努曼與假面騎士。
- 瑪莉莎：Pawana Chanajit（栗葉子）

阿南的姊姊，維魯特博士的助手。
- 西布亞克：Sri Phueak（滝口順平）
- 希蘇利亞：Sri Suriya（兼本新吾）

第7火箭基地的職員，服裝則從《超人力霸王太郎》的ZAT制服沿用。
- 盜賊首領：Chan Wanpen（橋本茂雄）
- 盜賊：Kan Booncho（水鳥鉄夫[4]）、Somnouk（橋本茂雄）

射殺何將的佛像竊賊三人組。他們雖然偷走了佛像的頭，但卻遭到巨大化的哈努曼追擊，最後分別遭到踩死、被大樹壓死與被哈努曼握碎而死。但續篇《哈努曼與假面五騎士》中再度登場，其中一人還變為黑影魔王與假面騎士對戰。
- 太陽精靈蘇利亞：（久須美護）
- （上坂子）
- 猴王哈努曼：（二又一成）
- 超人力霸王：（古川登志夫）

- 旁白：（木原正二郎）
- 河

## 登場超人
- 佐菲

## 登場怪獸
- 古代怪獸 哥摩拉
- 暴君怪獣 塔伊蘭特
- 宇宙大怪獣 阿斯特洛蒙斯
- 妖怪怪獣 達斯特邦
- 泥棒怪獣 德洛龐

## 日本版主題歌

作詞・作曲：谷（円谷皐）　
編曲：高田弘　
演唱：佐佐木功・哥倫比亞搖籠會

## 註解
1. ↑  出自安藤健二所著《封印作品闇》（洋泉社出版）。
2. ↑  於《星際飛龍》版中Ko Kaeoduendee則是譯作『阿國』。
3. ↑  日本版字幕誤植為「白鳥鉄夫」。

## 外部連結
- 互联网电影数据库（IMDb）上《猴王大戰七超人》的资料（英文）
- 泰國電影資料庫 （页面存档备份，存于）
- 宇宙囧片王剧情（上） （页面存档备份，存于）
- 宇宙囧片王剧情（下） （页面存档备份，存于）